# Mesa de vinho
Uma mesa de vinho é um dispositivo do final do século XV para facilitar a bebida após o jantar. Os marceneiros a chamavam de "Mesa Social do Cavalheiro". Era sempre estreito e de forma semicircular ou ferradura, e os convidados sentavam-se em volta da circunferência externa. Nas formas anteriores e mais simples, aberturas metálicas para garrafa e gelo foram feitas na superfície da mesa.